# Le Baron de l’Arizona
Le Baron de l'Arizona (The Baron of Arizona) est un film américain réalisé par Samuel Fuller, sorti en 1950.

## Synopsis
Au XIXe siècle, en Arizona, un petit employé, James Addison Reavis, a pour idée insensée de devenir le propriétaire de l'État afin de faire fortune. Escroc et manipulateur, il persuade Pepito Alvarez, un Mexicain vivant à Phoenix, que sa petite fille adoptée n'est d'autre que Sofia de Peralta, la descendante d’un personnage imaginé qu’il a créé de toutes pièces et auquel Ferdinand VI, le roi d’Espagne, aurait donné en 1748 des territoires considérables. Dès lors, Reavis la prend sous son aile et engage une gouvernante pour l'élever afin d’en faire une baronne. Le temps qu'elle devienne une femme, Reavis poursuit sa machination pour devenir le baron de l'Arizona. Il se rend en Espagne pour pénétrer dans la bibliothèque d'un monastère afin de falsifier le registre des donations officielle de Ferdinand VI avant d'accéder au second exemplaire détenu par le secrétaire de l’actuel roi d'Espagne. Trois ans plus tard, après avoir réussi cet objectif, Reavis revient en Arizona et il épouse Sofia, désormais adulte. En faisant valoir ses droits sur l'État, Washington s'interroge sur cet escroc et envoie John Griff, un employé au ministère de l’Intérieur, pour enquêter.

## Fiche technique
- Réalisation : Samuel Fuller
- Scénario : Samuel Fuller, Homer Croy
- Chef-opérateur : James Wong Howe
- Musique : Paul Dunlap
- Montage : Arthur Hilton
- Décors : Jack Poplin
- Genre : Drame, Histoire, Romance, Western
- Format : Noir et blanc
- Durée : 97 minutes
- Pays de production :  États-Unis
- Date de sortie :
  - États-Unis : 4 mars 1950

## Distribution
- Vincent Price : James Addison Reavis
- Ellen Drew : Sofia de Peralta-Reavis
- Vladimir Sokoloff : Pepito Alvarez
- Beulah Bondi : Loma Morales
- Reed Hadley : John Griff
- Robert Barrat : Juge Adams
- Robin Short : Tom Lansing
- Tina Pine : Rita
- Karen Kester : Sofia enfant
- Margia Dean : Marquise de Santella
- Jonathan Hale : Gouverneur
- Edward Keane (en) : Surveillant-général Miller
- Barbara Woodell : Mme Carrie Lansing
- I. Stanford Jolley : M. Richardson
- Fred Kohler Jr. : Demmings
- Angelo Rossitto : Angie